# Sancho de Faro e Sousa

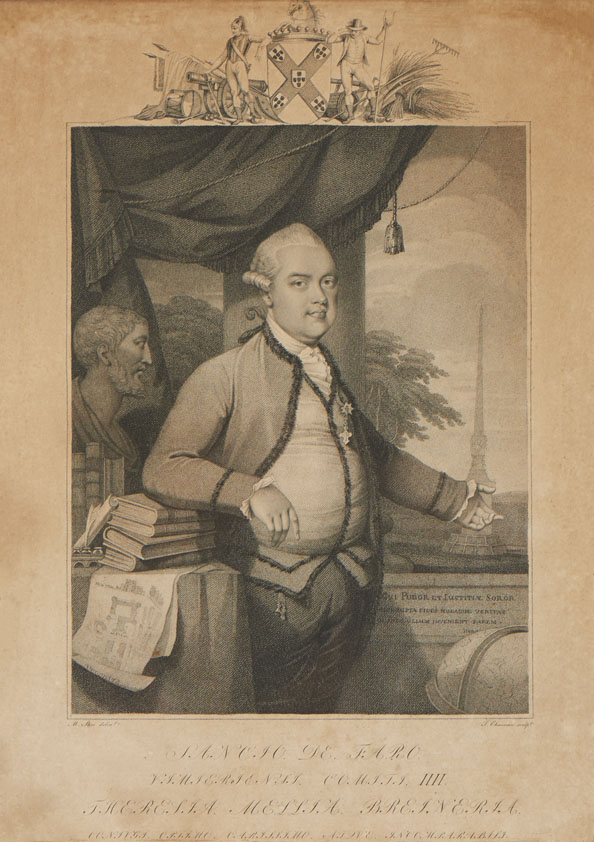
O Conde do Vimieiro, retratado por Martin Archer Shee

D. Sancho de Faro e Sousa, Conde do Vimieiro, (Lisboa, 1659 — Bahia, 1719) foi um administrador colonial português. Foi vice-rei do Brasil por pouco mais de um ano, até sua morte.

## Vice-rei do Brasil
Tomou posse como vice-rei do Brasil em 21 de agosto de 1718. Já chegara de Portugal doente e morreu no ano seguinte. Em seu breve governo, e mesmo doente, fez sua autoridade ser sentida. Impôs severo castigo a 48 piratas ingleses que tiveram seu navio apreendido na costa de Macaé, no Rio de Janeiro, e que lhe foram enviados para serem julgados na Bahia. Treze dos piratas fugiram e os restantes foram enforcados. Após a morte do vice-rei, em outubro de 1719, uma junta assumiu o governo até a chegada do próximo.

## Vida pessoal
Casado em Lisboa em 1703 com Teresa de Mendoza y Manuel de Castilla (1688-1740 num convento em Lisboa, onde está sepultada).

### Filhos
- Diogo de Faro e Sousa (Lisboa 1705-1741 Estremoz, onde está sepultado), Conde de Vimieiro. Casou em Lisboa em 1729 com Maria Josefa de Menezes e Breyner (Lisboa 1712-1739 Elvas, onde está sepultada);
- Luís (nascido em Viana do Minho, 1706), principal da Santa Igreja de Lisboa;
- Francisco (Lisboa, 1709 - 1721 Estremoz, onde está sepultado);
- Fernando (Lisboa 1711 - 1713 Vimieiro, onde está sepultado);
- Pedro (Vila Alcoentre, 1712 - 1716 Lisboa);
- João (1715-?), sacerdote;
- José (Lisboa 1717-1718);
- Francisca (Viana do Minho 1707-?), freira;
- Mencia (Vimieiro 1714-1730), freira.